# Dichaea cogniauxiana
Dichaea cogniauxiana är en orkidéart som beskrevs av Rudolf Schlechter. Dichaea cogniauxiana ingår i släktet Dichaea och familjen orkidéer. Inga underarter finns listade i Catalogue of Life.